# Bolton Lake, New Brunswick
Bolton Lake är en sjö i Kanada.   Den ligger i provinsen New Brunswick, i den sydöstra delen av landet, 600 km öster om huvudstaden Ottawa. Bolton Lake ligger 161 meter över havet. Arean är 2,7 kvadratkilometer. Den sträcker sig 2,8 kilometer i nord-sydlig riktning, och 1,9 kilometer i öst-västlig riktning.
I omgivningarna runt Bolton Lake växer i huvudsak blandskog. Trakten runt Bolton Lake är nära nog obefolkad, med mindre än två invånare per kvadratkilometer.